# Pycnodontiformes
Pycnodontiformes es un orden extinto de peces de la clase Actinopterygii.

## Evolución y diversidad
Los picnodontiformes aparecieron por primera vez en el Triásico Tardío, junto con otros grupos exitosos de neopterigios tempranos, como los dapediiformes. Un factor que contribuyó a esta temprana propagación de neopterigios fue su capacidad para adaptarse a diferentes regímenes de alimentación. Los picnodontos de la formación Zorzino del Triásico Tardío en Italia tenían mandíbulas cortas y robustas con grandes dientes trituradores capaces de comer presas de caparazón duro, mientras que otros actinopterigios, como los sauríctios y los birgeridos, ocupaban principalmente nichos piscívoros de depredadores superiores. Se originaron en hábitats marinos, especializándose en la maniobrabilidad en ambientes arrecifales, pero desarrollaron diversas adaptaciones durante el Mesozoico que les permitieron buscar nuevos hábitats como estuarios y aguas dulces. Solo unas pocas especies se adaptaron a aguas abiertas, como las de la familia Gyrodontidae. En el Tetis occidental, los picnodontos siempre han presentado una alta diversidad de especies. Este entorno estable, junto con sus condiciones climáticas favorables, favoreció los patrones de dispersión dentro de los picnodontos basales.
Desarrollaron estructuras mandibulares tan diferentes para evitar la posible competencia con otros grupos de neopterigios durófagos, como los dapediiformes y los Ginglymodi. Además, su mejor rendimiento mandibular también diferenció a los picnodontos de estos neopterigios, ya que les permitió alimentarse de presas más resistentes, mientras que su mayor tamaño les permitió depredar presas más grandes o especializarse en unas pocas especies. Sus familias también se diferenciaron entre sí en la forma del cuerpo y la mandíbula, implicando una mayor diversidad en su dieta y hábitat de lo que se creía.
El registro fósil de los picnodontos comprende 175 millones de años, desde el Triásico hasta el Eoceno, existiendo más tiempo que los dinosaurios no aviares. Su registro temprano es incompleto, con solo tres géneros del Triásico Tardío, todos con especímenes completos. Mientras que del Jurásico Temprano al Jurásico Medio solo se encuentran dientes y mandíbulas de ejemplares aislados, y rara vez algunas excepciones de fósiles de mejor calidad, pero aún incompletos. Para el Jurásico Tardío, los picnodontiformes se volvieron más comunes en el registro fósil, hecho que se relaciona con la presencia de Lagerstätte, que proporciona fósiles articulados. Este crecimiento continuó y, para el Cretácico Tardío, alcanzaron su máximo nivel de diversidad durante el Cenomaniense. Sufrieron un duro golpe por la extinción masiva del Cretácico-Paleógeno y posteriormente se redujo su diversidad, sin alcanzar los niveles de diversidad previos a la extinción, extinguiéndose finalmente para el Eoceno Tardío (Priaboniense).

## Taxonomía
- Pycnodontiformes (Berg, 1937)[9][10]

- Acrorhinichthys Taverne y Capasso, 2015
- Archaeopycnodon Sanchez y Benedetto, 1980
- Arduafrons Frickhinger, 1991
- Athrodon le Sauvage 1880 non Osborn, 1887
- Callodus Thurmond, 1974
- Ellipsodus Cornuel, 1877
- Eomesodon Woodward, 1918
- Grypodon Hay, 1899
- Mercediella Koerber, 2012
- Paramesturus Taverne, 1981
- Piranhamesodon Kölbl-Ebert et al., 2018
- Pseudopycnodus Taverne, 2003
- Tergestinia Capasso, 2000
- Thurmondella Thurmond, 1974 non
- Uranoplosus le Sauvage, 1879
- Woodthropea Swinnerton, 1925

Familia Brembodontidae Tintori, 1981
- Brembodus Tintori, 1981
- Gibbodon Tintori, 1981

Familia Hadrodontidae Thurmond y Jones, 1981
- Hadrodus Leidy, 1858

Familia Gyrodontidae Berg, 1940
- Gyrodus Agassiz, 1833

Familia Mesturidae Nursall, 1996
- Mesturus Wagner, 1862

Familia Pycnodontidae Agassiz, 1833 corrig. Bonaparte, 1845
- Abdobalistum Poyato-Ariza y Wenz, 2002
- Acrotemnus Agassiz, 1843
- Agassizilia Cooper y Martill, 2020
- Agoultpycnodus Taverne y Capasso, 2021
- Akromystax Poyato-Ariza y Wenz, 2005
- Anomiophthalmus Costa, 1856
- Anomoeodus Forir, 1887
- Apomesodon Poyato-Ariza y Wenz, 2002
- Athrodon Sauvage, 1880
- Brauccipycnodus Taverne y Capasso, 2021
- Coelodus Heckel, 1854
- Costapycnodus Taverne, Capasso y del Re, 2019
- Flagellipinna Cawley y Kriwet, 2019
- Gregoriopycnodus Taverne, Capasso y del Re, 2020
- Haqelpycnodus Taverne y Capasso, 2018
- Iemanja Wenz, 1989
- Libanopycnodus Taverne y Capasso, 2018
- Macromesodon Blake 1905
- Micropycnodon Hibbard y Graffham, 1945
- Neomesturus Cooper y Martill 2020
- Neoproscinetes De Figueiredo y Silva Santos, 1990
- Njoerdichthys Cawley, Lehmann, Wiese y Kriwet, 2020
- Nonaphalagodus Thurmond, 1974
- Nursallia Blot, 1987
- Ocloedus Poyato-Ariza y Wenz, 2002
- Omphalodus von Meyer, 1847
- Oropycnodus Poyato-Ariza y Wenz, 2002
- Palaeobalistum Taverne et al., 2015
- Paranursallia Taverne et al., 2015
- Phacodus Dixon, 1850
- Polazzodus Poyoto-Ariza, 2010
- Polypsephis Hay, 1899
- Potiguara Machado y Brito, 2006
- Proscinetes Gistl, 1848
- Pycnodus Agassiz, 1833
- Pycnomicrodon Hay 1916
- Rhinopycnodus Taverne y Capasso, 2013
- Scalacurvichthys Cawley y Kriwet, 2017
- Sigmapycnodus Taverne y Capasso, 2018
- Sphaerodus Agassiz, 1833
- Sphaeronchus Stinton y Torrens, 1967
- Stenamara Poyato-Ariza y Wenz, 2000
- Stemmatias Hay, 1899
- Stemmatodus Heckel, 1854
- Sylvienodus Poyato-Ariza y Wenz, 2013
- Tepexichthys Applegate, 1992
- Tergestinia Capasso, 2000
- Texasensis Özdikmen, 2009
- Thiollierepycnodus Ebert, 2020
- Tibetodus Young y Liu, 1954
- Turbomesodon Poyato-Ariza y Wenz, 2004
- Typodus Quenstedt, 1858

Familia Serrasalmimidae Vullo et al, 2017
- Eoserrasalmimus Vullo et al, 2017
- Damergouia Vullo et al, 2017
- Polygyrodus White, 1927
- Serrasalmimus Vullo et al, 2017

Superfamilia Coccodontoidea Taverne y Capasso, 2013
- Congopycnodus Taverne, 2019

Familia Stanhopellidae Capasso, 2023
- Stanhopella Capasso, 2023

Familia Coccodontidae Berg, 1940
- Coccodus Pictet, 1850
- Corusichthys Taverne y Capasso, 2014
- Cosmodus le Sauvage, 1879
- Hensodon Kriwet, 2004
- Ichthyoceros Gayet, 1984
- Paracoccodus Taverne y Capasso, 2014
- Trewavasia White y Moy-Thomas, 1941

Familia Gebrayelichthyidae Nursall y Capasso, 2004
- Gebrayelichthys Nursall y Capasso, 2004
- Maraldichthys Taverne y Capasso, 2014

Familia Gladiopycnodontidae Taverne y Capasso, 2013
- Ducrotayichthys Taverne y Capasso, 2015
- Gladiopycnodus Taverne y Capasso, 2013
- Hayolperichthys Taverne y Capasso, 2015
- Joinvillichthys Taverne y Capasso, 2014
- Monocerichthys Taverne y Capasso, 2013
- Pankowskichthys Taverne y Capasso, 2014
- Rostropycnodus Taverne y Capasso, 2013
- Stenoprotome Hay, 1903
- Tricerichthys Taverne y Capasso, 2015